# Valens Acidalius
Valens Acidalius, né le 25 mai 1567 à Wittstock, et mort à Neisse le 25 mai 1595, est un homme de lettres allemand.

## Biographie
Valens Acidalius était un critique et homme de lettres écrivant en latin. Son père était un pasteur de Wittstock. Il étudia dans les universités de Rostock, de Greifswald et d'Helmstedt. En 1590, il accompagna son ami Daniel Bucretius (Daniel Rindfleisch) en Italie, où il publia une réédition de l'histoire romaine de Velleius Paterculus. Il étudia la philosophie et la médecine à Bologne et il obtint le titre de docteur dans ces deux disciplines.
N'étant pas intéressé par la pratique médicale, il se concentra sur le travail critique et l'édition d’œuvres classiques.
Après avoir contracté plusieurs maladies, il revint en Allemagne en 1593, où il rejoignit son ami Daniel Bucretius à Breslau. Il y publia des Commentaires sur Quinte-Curce (1594). Au début de l'année 1595, il se rendit à Neiße sur l'invitation de son ami Wacker von Wackenfels, chancelier épiscopal. Il y mourut peu après, le 25 mai 1595.
On imprima après sa mort ses Notes sur Plaute (1595) et sur les Panégyriques anciens (1607). Il a aussi laissé des poésies latines, jugées « fort médiocres ».
On lui attribua la Disputatio nova contra mulieres, qua probatur eas homines non esse (Argumentation nouvelle contre les femmes, prouvant qu'elles ne sont pas des êtres humains), parue anonymement en 1595, mais il nia en être l'auteur. Cet ouvrage est une satire des arguments par lesquels les sociniens (« anabaptistes ») niaient la divinité du Christ.